# Warhammer 40,000: Dawn of War — Soulstorm
Warhammer 40,000: Dawn of War — Soulstorm (укр. Warhammer 40 000: Світанок війни — Шторм душ) — відеогра жанру стратегії в реальному часі, третє за рахунком доповнення до Warhammer 40,000: Dawn of War, розроблене компанією Iron Lore Entertainment в 2008 році.
У цьому доповненні список грабельних рас поповнився ще двома арміями — були додані Темні елдари і Сестри битви. Також була введена авіація для всіх рас і система досягнень в багатокористувацькій грі. Масштаб кампанії розширився до чотирьох планет.

## Ігровий процес

### Основи
Основи ігрового процесу в режимі кампанії залишилися тими самими, що і в Dark Crusade, з тією лише різницею, що дія відбувається не на одній, а на чотирьох планетах і трьох супутниках. Переміщення між планетами відбувається за допомогою розташованих на них Древніх брам. На початку кампанії у кожної раси є по одній унікальній здібності, які з часом можна відняти, захоплюючи головні бази противників. Наприклад, Темні елдари можуть переміщатися до будь-яких Древніх брам, ігноруючи наперед задані маршрути, а гармата тау, Ар'Ка, здатна своїм пострілом завдавати ушкоджень ворогам перед початком битви. При цьому деякі з можливостей мають обмеження. Так, гармата тау вбиває загони ворога, куплені на стратегічній карті, але не чіпає командирів, будівельників та отримані у винагороду загони.
У міру гравець отримує бонуси від захоплених територій і виділеної Почесної варти. Почесна варта — це війська, які даються при старті бою і отримуються як нагороди за захоплення територій. На пізніх етапах гри через Почесну варту інколи відпадає потреба в розвитку бази та інших військах, що перетворює RTS на варгейм. В міру прогресу кампанії лідер обраної гравцем раси отримує зброю та спорядження, які збільшують його атаку, захист, чи дають нові можливості. Ці зброя та спорядження також змінюють вигляд героя.
Всі фракції отримали нових юнітів. Космічні десантники — Спідер Ленда, Імперська Гвардія — Бомбардувальник «Мародер», елдари — Нічне крило, Скарабеї некронів стали авіацією, а їхній Лорд одержав можливість викликати К'тана Обманщика. Хаос — «Пекельний пазур». Орки — Файта-бомбер. Тау — «Баракуду».
У нових фракцій з'явилася додаткові ресурси. Це «есенція душ» в Темних елдарів, та «віра» в Сестер битви. У Темних елдарів вони витрачаються на глобальні можливості. У Сестер битви — на спеціальні здібності окремих юнітів, а також дають корисні ефекти військам.

### Умови перемоги
Для перемоги над стороною противника не обов'язково захоплювати всі його території. Вибування сторони конфлікту відбувається при знищенні її головної бази, що в свою чергу має певні умови, унікальні для кожної раси:
- Космодесант — знищити Оплот віри.
- Імперська гвардія — знищити Генеральний Штаб.
- Орки — знищити фортецю орків.
- Елдари — знищити базу елдарів.
- Хаос — знищити Оплот єресі та вівтарі Темних богів.
- Некрони — знищити 4 Моноліти.
- Тау — знищити Центр коаліції.
- Сестри Битви — знищити Цитадель Екклезіархії.
- Темні Елдари — знищити Поміст руйнації Аздрубаеля Векта.

### Ігрові раси

#### Колишні
Детальніше: Ігрові раси Warhammer 40,000: Dawn of War
Космодесант (Криваві Ворони) — організація генетично модифікованих бійців, створених для захисту людства і поділених на ордени. Також відомі під назвою Адептус Астартес. Вирізняються сильною піхотою і технікою та підтримкою з орбіти, але дороговизною замовлень військ. Лідер — брат-капітан Індрік Борель, командувач п'ятої роти Кривавих Воронів. Найпотужніша бойова одиниця — важкий танк Рейдер Ленда. Головна база — Безлюдні землі (Каурава II).
Хаос (Альфа Легіон) — зрадники і відступники Космодесанту, що потрапили під згубний вплив богів Хаосу. Мають численні аналоги військ Космодесанту і підтримку демонічних сил для посилення себе і завдання шкоди ворогам. Лідер — Фіраевус Каррон. Найпотужніша бойова одиниця — демон Спраглий до крові. Головна база — Півострів Іселут (Каурава IV).
Орки (Клан Злих Сонць) — величезні зеленошкірі варвари, що живуть заради битв і грабунків. Вирізняються дешевизною військ і їх кількістю. Лідер — вождь Горгуц «Мисливець за головами». Найпотужніша бойова одиниця — звір Сквіґґот. Особливий ресурс — «Waaagh!!». Головна база — Хребет Кам'яний Кіготь (Каурава II).
Елдари (Світ-корабель Ультве) — раса високорозвинених гуманоїдів, що зверхньо дивиться на інші розумні види. Їхні війська мають перевагу в швидкості й прихованості, але вразливі та малочисельні. Лідер — Видяча Каеріс. Найпотужніша бойова одиниця — Аватар Кхейна. Головна база — Верхні пустки (Каурава III).
Детальніше: Ігрові раси Warhammer 40,000: Dawn of War — Winter Assault
Імперська гвардія (252-й полк Захисників Каурави) — регулярна армія Імперіуму. Володіє слабкою, проте чисельною піхотою, і потужною технікою. Лідер — генерал Венс Стаббс. Найпотужніша бойова одиниця — танк «Отруєне лезо». Головна база — Округ Дуссала (Каурава I).
Детальніше: Ігрові раси Warhammer 40,000: Dawn of War — Dark Crusade
Тау (Армія септу Фал'Шіа) — високотехнологічна молода раса, одержима ідеєю Вищого Блага для всіх жителів галактики, яку прагне їм нав'язати. Віддають перевагу дальньому бою (тау вважають ближній бій варварським), а в ближній бій відправляють союзників з рас круутів і веспідів. Лідер — О'Рес'Ка. Найпотужніша бойова одиниця — звір Великий Кнарлок. Головна база — Нан Яной (Оррідун, супутник Каурави II).
Некрони (Некрони Каурави) — раса роботоподібних істот, що прагне винищити все зустрінене життя, згідно закладених програм. У період 41-го тисячоліття некрони прокинулися від свого сну через бурі у варпі, щоб почати новий похід проти життя у галактиці. Вирізняються дороговизною і повільністю військ, але їх силою і можливістю піднімати полеглих. Лідер — Повелитель некронів Каурави III. Найпотужніша бойова одиниця — Відроджений Моноліт та божество некронів, Той, хто несе ніч. Головна база — Узбережжя Імосса (Каурава III).

#### Нові
Сестри битви (Орден Святої Троянди) — військово-релігійна жіноча організація Імперіуму. Також відомі під назвою Адептус Сорорітас. Лідер — канонесса Селена Агна. Найпотужніша бойова одиниця — Жива свята. Використовують особливий ресурс — «віра», який генерується деякими юнітами. Щоб користуватися «вірою», слід додавати до аванпостів святі ікони. Кожна ікона збільшує максимальний запас «віри» на 20 %, але після досягнення 100 % ефект не сумується. Шкала цього ресурсу поділена на п'ять рівнів: перший дає відновлення здоров'я військ, другий — їх посилення, третій — шанс відбити атаки в нападників, четвертий і п'ятий лише збільшують запас. Крім того «віра» потрібна для застосування спеціальних здібностей окремих юнітів. Головна база — Округ Сáма (Каурава I).
Війська: Сервітор Екклезіархії, Місіонер, Загін бойових сестер, Загін «Серафимів», Загін целестіянок, Ассасин культу смерті, Загін репенціянок; Канонесса (прикликає Янголів помсти), Сповідник, Жива свята; БМП «Носоріг», Іммолятор, винищувач «Блискавка», «Екзорцист», Машина каяття.
Темні елдари (Кабал Чорного Серця) — жорстокі й підступні істоти, одна з гілок розвитку елдарів. Їх бойова техніка, транспорт і воїни мають легку броню, що збільшує їх швидкість. У той же час, вони широко використовують осколкову зброю, отрути та залякування для придушення бойового духу; бій спрямовується більше на захоплення полонених та болісну смерть, а не на швидке знищення ворога. Лідер у представленому конфлікті — Архон Таріл. Найпотужніша бойова одиниця — Поміст Руйнації. Використовують особливий ресурс — «есенцію душ», який збирається з трупів і катівень. Ресурс використовується на застосування глобальних здібностей, найсильніша з яких — «Шторм душ», за якою доповнення і отримало назву. Головна база — Лакунае (супутник Каурави IV).
Війська: Замучений раб, Загін мандрагор, Загін воїнів, Загін гелліонів, Загін бичувальників, Загін відьом, Зграя звірів варпу; Архон, Гомункул; Байк «Розбійник», «Рейдер», «Ворон», «Талос», «Руйнівник», Поміст руйнації.

## Сюжет

### Дія
Як і попереднє доповнення, чітко визначеного сюжету гра не має. Гравцеві дається можливість вибрати будь-яку сторону конфлікту і воювати з іншими, поки всі вони не будуть переможені. Перемога чи поразка супроводжуються відеороликами, унікальними для кожної сторони та текстовими вставками після захоплення стратегічно важливих територій.
Дія гри розгортається на планетах та супутниках зоряної системи Каурава, що належала Імперіуму людства. Причиною конфлікту в системі Каурава послужив варп-шторм, який виник в цьому регіоні галактики. Спочатку на Каураві IV з'явилися сили Хаосу, почавши поширення єресі та винищуючи захисників планети. За ними в систему прибув Космодесант, щоб викорінити цю загрозу Імперіуму. Скориставшись нагодою, один з супутників захопила Імперія тау для розширення своїх володінь. Некрони, пробуджені штормом, прокинулися на Каураві III і туди ж через Древні брами прийшли їхні прадавні вороги елдари, щоб знищити їх і поховати заново. Слідом через Брами пробралися Темні елдари в пошуках рабів і грабунків. Орки, котрі здавна жили в джунглях Каурави II, побачили у розпочатих війнах нагоду отримати славні битви і розграбувати планети. Останніми в системі з'явилися Сестри битви з метою очистити планети від єресі та ксеносів (не-людей).

### Закінчення
Канонічного закінчення Warhammer 40,000: Dawn of War — Soulstorm не має, але в Warhammer 40,000: Dawn of War II згадується, що Космодесант зазнав поразки в системі, а Індрік Бореаль загинув.

#### Перемога
- Імперська Гвардія — Генерал Венс Стаббс показав себе видатним стратегом у затяжних конфліктах, за що отримав посаду генерал-губернатора всіх чотирьох планет. Почалося відновлення Каурави, а шторм у варпі стих, дозволивши відновити навіть Каураву IV, колишній оплот Хаосу. Каураву III було назавжди покинуто, остерігаючись некронів. Після виконаних відновних робіт Каурава стала важливим стратегічним пунктом Імперіуму, а її військові академії поставляли військових, що поступалися лише генномодифікованим каскрінам. В Каураві не лишилося жодних слідів колишньої війни та настав час процвітання.
- Тау — командир Ор'ес'Ка зміг подолати всіх ворогів та підготував Каураву для приєднання до Імперії тау. Його військова тактика була визнана інноваційною та прийнята на озброєння Кастою Вогню. Коли шторм вщух, кораблі Тау змогли прибути в систему і почати колонізацію. Керівництво над освоєнням нової системи взяли на себе Ефірні, в той час як командир Ор'ес'Ка відбув з системи, щоб далі розширювати межі Імперії тау і поширювати Вище Благо.
- Хаос — шторм у варпі продовжив бушувати, і через нього прибували все нові сили. З'ясовується чому почався шторм — один із солдатів Імперської гвардії, відкривши в собі здібності псайкера, підпав під вплив богів Хаосу і здійснив ритуал, який і почав шторм. Під проводом Каррона Каурава зрештою опинилася повністю під владою Хаосу, а її спустошені планети заповнили демони, зробивши важливим опорним пунктом Альфа Легіону. Здобувши перемогу, Каррон зі своїм легіоном взявся до підготовки наступу з Каурави на решту Імперіуму людства.
- Елдари — очистивши систему Каурава від ворогів, а головне, загнавши некронів назад в їхні підземні крипти, елдари визнали свою місію в Каураві закінченою. Вони знищили всіх свідків війни, за винятком невеликих груп Імперської гвардії, котрі зуміли сховатися і послати сигнал про допомогу. Проте коли підмога прибула, елдари вже покинули систему. За якийсь час система була колонізована під контролем Імперської Гвардії та церкви Екклезіархії. Однак Каурава III, на якій спали некрони, продовжувала перебувати під наглядом елдарів, і всі спроби висадитися й колонізувати її придушувалися блискавичними атаками. Губернатор Каурави зрештою відмовився від задуму заселити цю пустельну планету і люди на неї більше не поверталися.
- Сестри битви — як і очікували, Сестри битви знайшли систему погрузлою в єресі, самолюбстві та боягузтві, включаючи інші організації Імперіуму. Після перемоги військ канонесси Селіни Агни над ворогами, Сестри битви почали переслідування і знищення всіх вцілілих, кого вважали єретиками. Шторм у варпі зник, коли сили Хаосу було викорінено остаточно. Після цього було засновано шість нових міст, присвячених орденам Сестер битви, а система перетворилася на релігійний центр. Були споруджені храми і монастирі, які зробили Каураву місцем паломництва з усіх боків Імперіуму під охороною мільйонів Сестер.
- Некрони — хоча колись некрони були переможені на планетах Каурави, цього разу вони перемогли всіх ворогів. Знищивши все живе в цій системі, некрони стали готуватися до походу в інші, спрямовувані К'Таном Обманщиком. Каурава ж стала більше нікому непотрібною, оскільки тепер там не існувало ні життя, ні засобів до його відновлення.
- Космодесант — Криваві ворони зуміли відбити систему Каурава у нападників, хоч для цього довелося воювати з Імперською гвардією та Сестрами битви. Шторм у варпі вщух, після чого прибула підмога, яка укріпила владу Імперіуму в системі. Зважаючи на відмову інших сил Імперіуму в співпраці, Космодесант було виправдано. Володіння Кривавих воронів було перейменовано на Бореаліс — на честь брата-капітана, що привів орден до перемоги. Сам Індрік Борель, завершивши справи в системі, відлітає для виконання нових завдань.
- Орки — орди поширилися планетами системи Каурава, зломивши останні осередки спротиву інших рас. Серед орків швидко почалися міжусобиці, але Горгуц тримав систему у відносному порядку. У Горгутца були й інші плани, окрім перемоги і отримання влади. У системі був широкий вибір цінних металів та інших ресурсів, які послужили оркам для підготовки до нових завоювань. Орки впевнилися, що їх ніщо не зупинить і прозвали свого лідера Горгуцом Великим Вождем Каурави, під проводом якого стали готуватися до навали в інші частини галактики.
- Темні елдари — захопивши систему, Темні елдари взялися переслідувати вцілілих, щоб забрати їх у рабство. На супутнику Лакунає було побудовано табори для добування «есенції душ», куди звозилися полонені з усіх чотирьох планет і їх супутників. Коли шторм у варпі стихл, Темні елдари покинули Каураву в пошуках нових грабунків та рабів, а система залишилася спустошеною.

#### Поразка
- Хаос — центральний монастир руйнується, Лорд Хаосу тікає і гине, зустрічаючи командира сторони-переможниці.
- Імперська гвардія — генерал Стаббс з жалем говорить про поразку і жертви. Потім він тікає під прикриттям солдатів, сідає в транспортний корабель і покидає планету. Солдати, що прикривали його, гинуть від атак наступаючих військ противника.
- Сестри битви — всі сестри збираються на площі і здійснюють масове самогубство, спалюючи себе у вогні.
- Темні елдари — Архон Таріл разом з Аздрубаелем Вектом тікають до порталу, але Векта збивають (він перебував на летючій платформі — Абсолютному Руйнівнику), а Таріл тікає в Темний портал. Проте натякається, що насправді Аздрубаель Вект не гине від рук ворога, йому також вдається втекти, що можна зрозуміти зі слів Таріла: «Якби він помер, я б зайняв його місце. А тепер мені залишається лише тікати …»
- Орки — піхота ворога руйнує фортецю орків. Горгуц вбиває орка-командира, який запевняв його, що фортеця неприступна, і вдало тікає, як і в попередні рази.
- Космодесант — командира Космодесантників вороги заганяють в кут і розстрілюють. Вони з гідністю гинуть за Імператора.
- Некрони — противники розстрілюють споруду «Живий моноліт» і знищують його. Після цього від нестачі енергії починають відключатися солдати некронів (Лорд в тому числі), а їхні бази — мимовільно руйнуватися.
- Тау — політичний і духовний лідер тау, Ефірний Аун'Ро'Ір гине. Всі війська тау скоро також гинуть під натиском ворогів.
- Елдари — Видяча Каеріс з прикрістю говорить, що елдарам не вдалося перемогти некронів, і покидає планету разом з почтом.

## Оцінки й відгуки
| Агрегатор  | Оцінка                        |
| ---------- | ----------------------------- |
| Metacritic | 73% (засновано на 37 оглядах) |

| Видання | Оцінка |
| ------- | ------ |
| 1Up.com | 58/100 |
| GameSpy | 60/100 |
| IGN     | 70/100 |

Доповнення зібрало загалом позитивні відгуки, отримавши 73 бали зі 100 на агрегаторі Metacritic від критиків та 8 балів з 10 від гравців.
IGN дали Soulstorm 70 балів зі 100 із головним зауваженням, що доповнення мало принесло до гри нового, порівняно з Dark Crusade. Також відзначалася практична відсутність сюжету і застаріла графіка.
Від GameSpy доповнення отримало 60/100, в рецензії зверталася увага на цікавість багатокористувацької гри завдяки новим расам, юнітам і введенню авіації, але не в кампанії. «Вона виглядає відблиском колишньої величі» — говорилося у висновку.
1UP гру було оцінено в 58/100, відзначаючи, що вона поступається попереднім доповненням до Dawn of War, оскільки гра в кампанії за всі 9 рас по суті однакова.